# 世界时
世界时（Universal Time，简称UT）是一种以格林威治子夜起算的平太阳时。世界时是以地球自转为基准得到的时间尺度，其精度受到地球自转不均匀变化和极移的影响，为了解决这种影响，1955年国际天文联合会定义了UT0、UT1和UT2三个系统：
- UT0系统是由一个天文台的天文观测直接测定的世界时，没有考虑极移造成的天文台地理坐标变化。该系统曾长期被认为是稳定均匀的时间计量系统，得到过广泛应用。
- UT1系统是在UT0的基础上加入了极移改正 Δλ，修正地軸擺動的影響。UT1是目前使用的世界时标准。被作为目前世界民用时间标准UTC在增减闰秒时的参照标准。
- UT2系统是UT1的平滑处理版本，在UT1基础上加入了地球自转速率的季节性改正 ΔT。

它们之间的关系可以表示为：
- UT1 = UT0 + Δλ
- UT2 = UT1 + ΔT

## 参看
- 协调世界时
- 太阳日
- 格林尼治标准时间